# Taskforce Diagnostiek
De Taskforce Diagnostiek is een Nederlandse organisatie om de landelijke capaciteit voor COVID-19-diagnostiek te vergroten. Zij is opgericht in maart 2020 ten tijde van de coronacrisis in Nederland door het Ministerie van Volksgezondheid, Welzijn en Sport en staat onder leiding van de Nederlandse Vereniging voor Medische Microbiologie. De taskforce wordt hierin bijgestaan door de per 26 maart benoemde speciaal gezant Feike Sijbesma, voormalig CEO van DSM.
De taskforce werkt samen met het Landelijk Consortium Hulpmiddelen, het Rijksinstituut voor Volksgezondheid en Milieu (RIVM) en Diagned, de branchevereniging van diagnostica, en is belast met:
- Analyse van de vraag naar testen
- Capaciteitsuitbreiding door inkoop en opzet productiemogelijkheden
- Verdeling van beschikbare capaciteit
- Naleving van de landelijke RIVM-richtlijnen